# الحكومة في إسكتلندا في العصور الوسطى

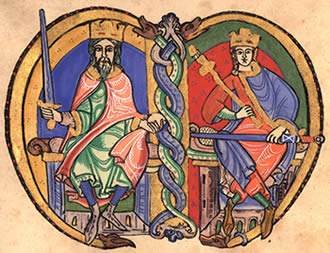
ديفيد الأول ملك اسكتلندا الذي يعود إليه الفضل في إدخال الإقطاعية إلى اسكتلندا

الحكومة في اسكتلندا في العصور الوسطى تشمل جميع أشكال السياسة وإدارة الممالك الثانوية التي نشأت بعد مغادرة الرومان لوسط بريطانيا وجنوبها في القرن الخامس، من خلال تطوير مملكة ألبا الاسكتلندية والبيكتيونية المشتركة وازدهارها إلى مملكة اسكتلندا، إلى تبني إصلاحات عصر النهضة في القرن الخامس عشر.
كان الحكم الملكي الشكل الرئيسي للتنظيم السياسي في مطلع العصور الوسطى، مع وجود ممالك ثانوية متنازعة وعلاقات متقلبة في أرجاء الممالك. كانت قيادة الحروب الوظيفة الأساسية لهؤلاء الملوك، ولكن كان هناك أيضًا أنظمة شعائرية خاصة بالملكية، والتي تجلت بوضوح في مراسم التتويج. احتفظت مملكة ألبا، التي نشأت عن توحيد الاسكتلنديين والبيكتيونيين في القرن العاشر، ببعض هذه الأنظمة الشعائرية، وعلى نحو جلي في حفل التتويج في سكون. في حين ما زالت الملكية الاسكتلندية مؤسسة متنقلة إلى حد كبير، بقيت سكون أحد أهم مواقعها، إذ أصبحت القلاع الملكية في ستيرلينغ وبيرث مهمة في العصور الوسطى اللاحقة قبل أن تتطور إدنبره لتصبح عاصمة في النصف الثاني من القرن الخامس عشر. نشأ العرش الإسكتلندي في مكانة مرموقة طوال هذه الحقبة وتبنى المكاتب التقليدية للمحاكم الأوروبية الغربية والأنظمة اللاحقة لشعائر هذه المحاكم.
في الفترة المبكرة، اعتمد ملوك اسكتلندا على لوردات المورامير العظماء (إيرلات لاحقًا) والتواستشيز (الثينيات لاحقًا)، لكن المناطق القضائية استُحدثت من عهد ديفيد الأول، الأمر الذي سمح بقدر أكبر من السيطرة المباشرة وحدّ تدريجيًا من سلطة اللوردات العظماء. في حين أن المعرفة الحديثة بالنظم القانونية المبكرة محدودة، يمكن النظر إلى العدالة الملكية على أنها تطورت من القرن الثاني عشر وما بعده بوجود المأمور المحلي، وبيرغ (بلدة ذاتية الحكم)، ومحاكم ومكاتب إقطاعية إدارية وكنسية تابعة للقضاء للإشراف على الإدارة. بدأ القانون العام الإسكتلندي بالتطور في هذه الفترة، وكانت هناك محاولات لتنظيم القانون وتدوينه واستحداث هيئة مهنية من المحامين المتعلمين. في أواخر العصور الوسطى، تطورت مؤسسات حكومية رئيسية بما في ذلك مجلس الملك والبرلمان. ظهر المجلس بوصفه هيئة متفرغة في القرن الخامس عشر، وهيمن عامة الناس عليه بصورة متزايدة، وكان أساسيًا في إقامة العدل. برز البرلمان بوصفه مؤسسة قانونية كبرى، فأصبح يشرف على الضرائب والسياسة. بحلول نهاية هذا العصر كان البرلمان يُعقد في كل عام تقريبًا، ويعود ذلك جزئيًا إلى الأقليات المتكررة في هذه الفترة، والتي ربما كانت سببًا في منع الملكية من تهميشها.

## الملكية
في أوائل العصور الوسطى، لم تكُن الملكية متوارثة بصفة مباشرة من الملك السابق في اسكتلندا مع وجود العديد من الممالك المتنافسة داخل حدودها الحديثة. كان من الضروري أن يكون المرشح لمنصب الملكية عضوًا في سلالة معينة وأن يطالب بالنسب من أسلاف معينين. يمكن أن تكون المملكة متعددة المستويات ومتقلبة للغاية. ربما تصرف ملوك فورتراي البيكتيونيون كأسياد على الملوك البيكتيونيين الآخرين خلال معظم هذه الفترة وتمكنوا في بعض الأحيان من تأكيد سيادتهم على ملوك غير بيكتيونيين، ولكنهم اضطروا في بعض الأحيان إلى الاعتراف بسيادة الحكام الخارجيين، سواء كانوا أنجليان أم بريطانيين. ربما تضمنت هذه العلاقات التزامات بالإشادة بالقوات المسلحة أو دعمها. وربما تلقى الحكام التابعين مكافآت في المقابل في حالات النصر. وربما مهد التواصل والزواج الداخلي في الممالك الخاضعة السبيل لانضمام مثل هذه الممالك الفرعية، وعلى الرغم من أنه قد نكون هناك تقلبات ناجمة عن هذا الانضمام، فمن المرجح أن تُحتكر الملكية على يد حفنة من أقوى الأسر الحاكمة تدريجيًا.
كانت قيادة الحرب الدور الأساسي للملك، وهو ما انعكس في العدد الضئيل للغاية من الأقليات أو الممالك التي تحكمها الإناث في تلك الفترة. نظم الملوك الدفاع عن أراضي شعبهم وممتلكاتهم والأفراد وتفاوضوا مع ملوك آخرين لضمان هذه الأمور. في حال لم يقوموا بهذه الأمور، فقد تتعرض المستوطنات للمداهمة أو التدمير أو قتل السكان أو استعبادهم. انخرط الملوك في صراعات دون المستوى من المداهمات وأخرى واسعة النطاق وأكثر طموحًا أدت إلى تنازع الجيوش والتحالفات الكبيرة والتي يمكن الاضطلاع بها على مسافات كبيرة نسبيًا، مثل بعثة دال رياتا إلى أوركني في عام 581 أو هجوم نورثمبريا على أيرلندا في عام 684.
كان للملكية جوانبها الشعائرية. إذ دُشّن الملوك الاسكتلنديون في دال رياتا بوضع أقدامهم في بصمة حجرية، وهو ما يشير إلى أنهم سوف يحذون حذو أسلافهم. كانت سكون وحجرها المقدس في قلب حفل تتويج مملكة ألبا، التي توحدت في القرن التاسع وتطورت إلى مملكة اسكتلندا، ويفترض المؤرخون أن ذلك موروث من عادات البيكتيونيين، ولكن زُعم آنذاك أن ذلك يعود إلى الوصول الأول للملوك الاسكتلنديين من أيرلندا. ورد على حجر سكون ذكر اعتلاء ملوك اسكتلنديين العرش قبل حروب الاستقلال، قبل أن يزيل إدوارد الأول الحجر في عام 1296. كانت التفاصيل الباقية لأول احتفال تتويج تتحدث عن تتويج ألكسندر الثالث في عام 1249. وصفت التفاصيل حفلًا يجمع بين عناصر التراث القديم والكنيسة والسيادة العلمانية. كرّس أسقف سانت أندروز الملك ووضعه على العرش كل من إيرل ستراثيرن وإيرل فايف وتلى شاعر ملكي من مرتفعات اسكتلندا سلالة الملك باللغة الغيلية عودةً إلى أسلافه الأسكتلنديين الدالاديريك. لم يكن هناك احتفال اختيار أو تتويج، كما كان شائعًا في أماكن أخرى من أوروبا. ويبدو أن الملوك في وقت لاحق استاءوا من هذا الإهمال وحاولوا معالجة ذلك من خلال مناشدة البابا. مع ذلك، عادة ما يصوَّر الملوك الاسكتلنديين وهم يرتدون التيجان ويحملون الرموز العادية المرتبطة بالملكية.